# راگنار یوهانسون
راگنار یوهانسون (انگلیسی: Roger Johansson؛ زادهٔ ۱۷ آوریل ۱۹۶۷) بازیکن هاکی روی یخ اهل سوئد بود.
از باشگاه‌هایی که در آن بازی کرده‌است می‌توان به کلگری فلیمس اشاره کرد.